# Tetragonula
Tetragonula is een geslacht van vliesvleugelige insecten uit de familie bijen en hommels (Apidae)

## Soorten
- T. bengalensis (Cameron, 1897)
- T. biroi (Friese, 1898)
- T. carbonaria (Smith, 1854)
- T. clypearis (Friese, 1908)
- T. dapitanensis (Cockerell, 1925)
- T. davenporti (Franck, 2004)
- T. erythrostoma (Cameron, 1908)
- T. fuscobalteata (Cameron, 1908)
- T. geissleri (Cockerell, 1918)
- T. gressitti (Sakagami, 1978)
- T. hirashimai (Sakagami, 1978)
- T. hockingsi (Cockerell, 1929)
- T. iridipennis (Smith, 1854)
- T. laeviceps (Smith, 1857)
- T. melanocephala (Gribodo, 1893)
- T. melina (Gribodo, 1893)
- T. mellipes (Friese, 1898)
- T. minangkabau (Sakagami & Inoue, 1985)
- T. minor (Sakagami, 1978)
- T. pagdeni (Schwarz, 1939)

- T. pagdeniformis (Sakagami, 1978)
- T. penangensis (Cockerell, 1919)
- T. reepeni (Friese, 1918)
- T. ruficornis (Smith, 1870)
- T. sapiens (Cockerell, 1911)
- T. sarawakensis (Schwarz, 1937)
- T. sirindhornae (Michener & Boongird, 2004)
- T. testaceitarsis (Cameron, 1901)
- T. zucchii (Sakagami, 1978)